# Gabriel Ngintedem
Gabriel Ngintedem est un athlète camerounais, spécialiste de la marche, né le 26 juin 1985.

## Biographie
Le 30 juillet 2006, à 21 ans, il bat le record du Cameroun du 20 km marche en 1 h 32 min 17 s, à l'occasion des championnats du Cameroun d'athlétisme.
Il participe aux Jeux africains en 2007 sur l'épreuve du 20km marche, mais ne finit pas la course.
En 2011, il participe une nouvelle fois aux Jeux africains, à Maputo, et obtient la médaille de bronze du 20 km marche en 1 h 32 min 8 s.

### Palmarès
| Date | Compétition    | Lieu   | Résultat | Épreuve      | Performance     |
| ---- | -------------- | ------ | -------- | ------------ | --------------- |
| 2011 | Jeux africains | Maputo | 3e       | 20 km marche | 1 h 32 min 08 s |